# Грол, Хенк
Хиндрик Харманнюс Арнолдюс (Хенк) Грол (нидерл. Hindrik Harmannus Arnoldus Grol, род. 14 апреля 1985) — нидерландский дзюдоист, чемпион Европы и Европейских игр, призёр Олимпийских игр и чемпионатов мира.

## Биография
Родился в 1985 году в Вендаме. В 2008 году стал чемпионом Европы, а на Олимпийских играх в Пекине завоевал бронзовую медаль. В 2009 году стал серебряным призёром чемпионатов мира и Европы, в 2010 году повторил этот результат. В 2012 году стал обладателем бронзовой медали Олимпийских играх в Лондоне. В 2013 году вновь стал серебряным призёром чемпионатов мира и Европы. В 2015 году стал чемпионом Европейских игр.
В апреле 2021 года на чемпионате Европы в Лиссабоне, спортсмен из Нидерландов в весовой категории свыше 100 кг в финале уступил россиянину Иналу Тасоеву и стал серебряным призёром чемпионата Европы по дзюдо. 